# Dímun
Dímun is een andere naam voor het eiland Stóra Dímun en van een plaats op datzelfde eiland dat behoort tot de gemeente Skúvoyar kommuna op de Faeröer. Dímun heeft 7 inwoners. De postcode is FO 286.